# 1955-ös Vuelta ciclista a España
Az 1955-ös Vuelta ciclista a España volt a 10. spanyol körverseny. 1955. április 25-e és május 8-a között rendezték. A verseny össztávja 2740 km volt, és 15 szakaszból állt. Végső győztes a francia Jean Dotto lett.

## Végeredmény
|    | Versenyző             | Csapat | Idő           |
| -- | --------------------- | ------ | ------------- |
| 1  | Jean Dotto            |        | 81 óra 04' 02 |
| 2  | Antonio Jimenez       |        | 3' 06         |
| 3  | Raphaël Géminiani     |        | 5' 05         |
| 4  | Jesús Loroño          |        | 5' 52         |
| 5  | Vicente Iturat        |        | 6' 24         |
| 6  | Gabriel Company Bauza |        | 6' 30         |
| 7  | José Serra            |        | 7' 31         |
| 8  | Giuseppe Buratti      |        | 8' 42         |
| 9  | Cosme Barrutia        |        | 9' 37         |
| 10 | Georges Gay           |        | 9' 44         |